# Кіномистецтво
Кіномисте́цтво — вид мистецтва, твори якого створюються за допомогою кінознімання реальних, спеціально інсценованих, або відтворених засобами анімації подій. Датою заснування кінематографа вважається 28 грудня 1895 рік.
У кіномистецтві поєднуються естетичні властивості театру, літератури, образотворчого мистецтва та музики на основі властивих лише йому виражальних засобів, головне з яких фотографічна природа кінозображення та монтаж.

## Види
Виділяють чотири види кіномистецтва:
- художнє або ігрове кіно, що засобами виконавської майстерності втілює твори кінодраматургії;
- документальне кіно, матеріалом для якого є зйомка дійсних подій;
- мультиплікаційне (анімаційне) кіно — вид кіномистецтва, що відображує дійсність за допомогою знятих на плівку малюнків або фотографій, об'ємних предметів;
- наукове кіно, що об'єднує в собі науково-популярне, науково-дослідне та техніко-пропагандистське кіно;